# Василий Буслаев (фильм)
«Василий Буслаев» — советский широкоформатный фильм-сказка режиссёра Геннадия Васильева.

## Сюжет
Василий Буслаев, посаженный матерью в сарай по навету купцов, узнаёт из разговора странников о разгроме и пленении дружины князя Глеба Полоцкого. Собрав ватагу, Василий отправляется из Новгорода на поиски князя. К ватаге присоединяется дочь Глеба Ксения.
Предупреждённый о том, что на некоем острове завелись лихие люди, Василий сотоварищи высаживается на остров и побеждает разбойников, однако их предводитель приказывает похитить Ксению, заманивает ватагу в пещеру, заваливает вход и отплывает.
Василий выбирается из пещеры, нагоняет разбойников, побеждает их и узнаёт, что Глеб и другие русичи проданы в рабство в Константинополь и находятся на каменоломнях.
Добравшись до Византии, Василий спасает жизнь царьградской принцессе Ирине. Василевс предлагает Василию выбрать любое вознаграждение, и Василий просит отпустить русичей, отдавая взамен отобранные у разбойников сокровища. Василевс утверждает, что русичей у него в плену нет.
В беседе с глазу на глаз Ирина предлагает убить Василевса и занять трон, однако Василий отказывается. Тогда принцесса передаёт волю Василевса — пленники будут отпущены в случае победы на турнире, и заодно подсылает убийцу, с которым, впрочем, Василий расправляется.
Победив на турнире с помощью Ксении, Василий Буслаев освобождает пленников и находит князя Глеба Полоцкого. Умирающий князь предсказывает пришествие на Русь неведомой доселе беды. На обратном пути Василий и Ксения обстреляны передовым отрядом кочевников, но благополучно возвращаются в Великий Новгород.
По возвращении Василий призывает готовиться к отражению вторжения неведомого народа (татар).
Во время свадьбы Василия и Ксении купцы решают опоить его, однако Буслаев, предупреждённый Филькой-юродивым, заставляет купца Окулова, главного своего ненавистника, выпить зелье.
По окончании пира Василий вызывает на бой всех, кто с ним не согласен. Купцы нападают утром, Василий и его ватага в ответ расправляются с новгородской дружиной и купеческим ополчением. В разгар боя убивают Фильку, после чего приходит известие о нападении на Русь. Горестная весть примиряет противников. Василий Буслаев во главе войска выступает на защиту родной земли.

## В ролях
| Актёр               | Роль                             |
| ------------------- | -------------------------------- |
| Дмитрий Золотухин   | Василий Буслаев                  |
| Людмила Хитяева     | Манефа Тимофеевна, мать Буслаева |
| Ирина Алфёрова      | Ксения                           |
| Валерий Носик       | Филька                           |
| Михаил Кокшенов     | Гаврила                          |
| Андрей Мартынов     | Окулов                           |
| Алексей Зайцев      | Потаня                           |
| Наталья Крачковская | Окулиха                          |
| Дмитрий Матвеев     | Костя Новоторженин               |
| Матлюба Алимова     | Ирина, императрица Византийская  |
| Борис Жадановский   | император                        |
| Виталий Яковлев     | брат Новоторженина               |
| Виктор Лазарев      | Демидыч                          |
| Николай Погодин     | Анкундим                         |
| Дмитрий Орловский   | Андрон Многолетище               |
| Любовь Руденко      | Агния                            |
| Татьяна Чернопятова | Марья                            |
| Михаил Розанов      | Елистрат                         |
| Игорь Кашинцев      | придворный                       |
| Владимир Сергиенко  | Дормидонт                        |
| Барасби Мулаев      | Сорочин                          |
| Николай Тимофеев    | Карла                            |

## Съёмочная группа
- Автор сценария: Борис Шустров
- Режиссёр: Геннадий Васильев
- Оператор: Александр Гарибян
- Художники: Анатолий Кочуров, Владимир Постернак
- Композитор: Алексей Рыбников